# DVD Studio Pro
DVD Studio Pro es una herramienta para la grabación de discos ópticos para Mac OS X desarrollada por Apple. Está preparado para que se integre con otras aplicaciones de Apple, por lo que permite a los usuarios usar proyectos Final Cut Pro y Apple Motion y grabarlos en formato DVD sin codificar en formatos intermedios. Esto simplifica el proceso de producción.
- Datos: Q787647